# Andorra-Sierra de Arcos
Andorra-Sierra de Arcos is een comarca van de Spaanse provincie Teruel. De hoofdstad is Andorra, de oppervlakte 675,1 km2 en het heeft 11.165 inwoners (2002).

## Gemeenten
Alacón, Alloza, Andorra, Ariño, Crivillén, Ejulve, Estercuel, Gargallo en Oliete.